# Resolució 1624 del Consell de Seguretat de les Nacions Unides
La Resolució 1624 del Consell de Seguretat de les Nacions Unides fou adoptada per unanimitat després de la Cimera Mundial el 14 de setembre de 2005. Després de reafirmar les resolucions anteriors sobre el terrorisme, incloses les resolucions 1267 (1999), 1373 (2001), 1535 (2004) 1540 (2004), 1566 (2004) i 1617 (2005), el Consell va demanar a tots els estats que cooperessin per enfortir la seguretat de les seves fronteres internacionals mitjançant la millora de la detecció de terroristes i els procediments de seguretat dels passatgers.
La resolució 1624, juntament amb la Resolució 1625 (2005), va ser adoptada en una reunió de caps d'estat o de govern. La resolució va ser redactada pel Regne Unit.

## Resolució

### Observacions
En el preàmbul de la resolució, el Consell va reafirmar la seva intenció de lluitar contra el terrorisme en totes les seves formes d'acord amb la Carta de les Nacions Unides, tot subratllant que les mesures adoptades haurien de complir amb el dret internacional. Va condemnar els actes de terrorisme i la incitació i glorificació d'actes terroristes, expressant la seva preocupació que aquestes accions representin una amenaça per als drets humans i la pau, l'estabilitat i el desenvolupament econòmic de tots els estats. D'altra banda, el Consell va recordar la Declaració Universal dels Drets Humans i disposicions relatives a llibertat d'expressió i dret d'asil.
El Consell de Seguretat va continuar expressant la seva preocupació davant el creixent nombre de víctimes del terrorisme, la naturalesa del terrorisme en contra de la Carta de les Nacions Unides i el paper de les Nacions Unides en la lluita contra el terrorisme. Demana a tots els països que formin part de les convencions internacionals relatives a l'antiterrorisme i la Convenció Internacional per a la Supressió d'Actes de Terrorisme Nuclear.
Mentrestant, la resolució va ressaltar els esforços per al diàleg ampliant l'entesa entre les civilitzacions per evitar qualsevol focalització indiscriminada de religions i cultures. En aquest sentit, el paper dels mitjans de comunicació, els negocis i la societat era important per promoure la tolerància. El Consell va reconèixer que en un món globalitzat, els Estats han d'actuar cooperativament per evitar que els terroristes utilitzin una comunicació sofisticada per incitar actes terroristes.

### Actes
El Consell de Seguretat va demanar a tots els estats que adoptessin les mesures necessàries per prohibir la incitació a l'acció terrorista i negar santuari a persones des les que hi hagi proves creïbles que havien estat involucrades en aquesta conducta. A més, es va demanar als països que reforcessin les seves fronteres internacionals reforçant la detecció documents de viatge fraudulents, la millora del control del terrorisme i els procediments de seguretat dels passatgers i la millora de l'entesa entre civilitzacions. Es va destacar que les mesures adoptades havien de complir amb el dret internacional i informar al Comitè Contra el Terrorisme.
Finalment, es va instruir al Comitè contra el Terrorisme a dialogar amb els estats sobre com implementaven la resolució actual, promovent la millor pràctica jurídica i l'intercanvi d'informació, i que informés en un termini de dotze mesos.